# Remirea
Remirea  Aubl. é um género botânico pertencente à família Cyperaceae.
Na classificação taxonômica de Jussieu (1789), Remirea é o nome de um gênero botânico,  ordem  Gramineae,  classe Monocotyledones com estames hipogínicos.

## Espécies
- Remirea diffusa
- Remirea distichophylla
- Remirea maritima
- Remirea pedunculata
- Remirea rigidissima
- Remirea wightiana